# Night Warning
Butcher, Baker, Nightmare Maker (posteriormente relanzada como Night Warning), Amenaza en la noche en Hispanoamerica, es una película de terror estadounidense de 1981 dirigida por William Asher y Michael Miller. La trama se centra en un adolescente que, criado por su tía neurótica, se encuentra en el centro de una investigación de asesinato después de que ella mata a puñaladas a un hombre en su casa. La tía del joven, sexualmente reprimida, alberga en secreto sentimientos incestuosos hacia él, mientras que un detective que investiga el crimen cree irracionalmente que el asesinato es el resultado de un triángulo amoroso homosexual.

## Trama
Billy Lynch, estudiante el último año de secundaria, vive con su tía protectora Cheryl, quien lo ha criado desde la infancia después de que sus padres murieran en un accidente automovilístico. A Billy, un talentoso jugador de baloncesto, se le ofrece la oportunidad de obtener una beca para asistir a la Universidad de Denver, pero Cheryl descarta la idea, asumiendo que Billy se quedará con ella para "contribuir". En la escuela, Billy es intimidado por uno de sus compañeros de baloncesto, Eddie, quien está celoso de la estrecha camaradería de Billy con su entrenador, Tom Landers; Mientras tanto, Julia, la fotógrafa del periódico escolar, comienza a interesarse románticamente por Billy.
En el cumpleaños 17 de Billy, Cheryl cambia de opinión sobre la beca y le pide a Billy que pase por el taller de reparación de televisores para que el técnico del taller, Phil Brody, venga a reparar su televisión. Esa noche, después de que Phil trabaja en la televisión, Cheryl le hace insinuaciones sexuales agresivas; Cuando él se niega, Cheryl lo mata a puñaladas con un cuchillo de cocina, lo que Billy presencia a través de la ventana. Cheryl afirma histéricamente que Phil intentó violarla.
Un detective de policía intolerante (ex Marine y ganador del Corazón Púrpura), Joe Carlson, está asignado al caso y se muestra escéptico sobre Cheryl y el presunto intento de violación. Después de descubrir que Phil Brody era gay y que tenía una relación del mismo sexo con el entrenador de Billy, Tom, asume que el asesinato es el resultado de un triángulo amoroso entre Phil, Tom y Billy, y que Cheryl está encubriendo a su sobrino. Carlson comienza a interrogar a Billy, acusándolo de ser un "maricón", y acosa a Tom, obligándolo a renunciar a su trabajo en la escuela secundaria. Carlson también le pregunta a Julia sobre la relación sexual entre ella y Billy. Mientras tanto, Cheryl alimenta a Billy con leche drogada, lo que hace que tenga un mal desempeño en la prueba de su beca, y limpia el ático para que pueda tener un apartamento en la casa. El sargento Cook, que ha estado investigando la casa de Cheryl, cree que Billy es inocente y sospecha de Cheryl.
Después de encontrarse con Billy y Julia teniendo relaciones sexuales, Cheryl se enfurece con Billy. En el ático, Billy encuentra una foto de un hombre llamado Chuck, quien según Cheryl era uno de los antiguos novios de su madre. Billy hace que Julia pase por la casa para distraer a Cheryl y poder investigar más a fondo; encerrado en una caja en el piso de arriba, encuentra su certificado de nacimiento, que indica que Cheryl es en realidad su madre y que Chuck era su padre. Mientras tanto, abajo, Cheryl golpea a Julia en la cabeza con un ablandador de carne y nuevamente droga a Billy con leche, dejándolo inconsciente.
Julia se despierta en una habitación secreta del sótano, donde descubre el cadáver momificado de Chuck y su cabeza cortada en un frasco de formaldehído junto a un santuario improvisado. La entrometida vecina de Cheryl, Margie, sospechando, llega poco después para investigar lo que sucede en la propiedad, y Cheryl la sigue al bosque detrás de la casa, quien la mata a puñaladas con un machete . Luego, el sargento Cook entra a la casa en busca de Julia, quien ha sido reportada como desaparecida por su madre, Cheryl también la asesina después de descubrirla en el sótano. Cheryl persigue a Julia fuera de la casa y ambas caen en un estanque cerca del bosque, donde Cheryl vuelve a dejar inconsciente a Julia.
Billy se despierta en el ático, que Cheryl ha adornado con los juguetes de su infancia, y baja las escaleras para llamar a la policía. Mientras intenta llamar al 911, Cheryl lo ataca con un cuchillo y se produce una lucha violenta que termina con Billy empalándola con un atizador. Billy llama a Tom y le pide ayuda. Poco después, Carlson llega a la casa, donde encuentra a Tom tratando las heridas de arma blanca de Billy y ve el cuerpo sin vida de Cheryl en el suelo. Enfurecido, Carlson culpa a Billy y Tom por los crímenes y les apunta con su arma, a pesar de los insistentes gritos de Julia de que Cheryl era la responsable. Tom y Carlson se pelean, durante la cual Billy puede agarrar el arma y dispararle a Carlson varias veces. Carlson muere desangrado frente al piano de la sala mientras Billy y Julia se abrazan, ambos llorando.
Antes de que avancen los créditos, una breve narración explica que Bill, fue juzgado por la muerte de Carlson, pero fue absuelto unánimemente debido a la "locura temporal". También indica que Billy y Julie van juntos a la universidad.

## Elenco
- Susan Tyrrell, como Cheryl Roberts[3]
- Bo Svenson, como el detective Joe Carlson
- Jimmy McNichol, como Billy Lynch
- Bill Paxton, (como William Paxton) como Eddie
- Marcia Lewis, como Margie
- Julia Duffy, como Julia
- Steve Eastin, como el entrenador Tom Landers
- Britt Leach, como el sargento Cocinar
- Caskey Swaim, como Phil Brody
- Cooper Neal, como Frank
- Gary Baxley, como Craig Strang/Sr. Bill Lynch
- Kay Kimler, como Anna Lynch
- Randy Norton, como el estudiante Tony
- Alex Baker, como el oficial de policía Westcott
- Vickie Oleson, como oficial de policía
- Clemente Anchondo, como detenido en la cárcel
- Kelly Kopp, como estudiante
- Steve De France, como el hombre del laboratorio
- Bill Keene, como locutor de radio

## Producción

### Guión
El productor y coguionista Stephen Breimer coescribió el guión de la película con Boon Collins y Alan Jay Glueckman, aspirando a combinar elementos de películas centradas en personajes dirigidas por villanas (como ¿Qué fue de Baby Jane?) con la película slasher. La génesis de la historia se basó en la propia curiosidad de Breimer sobre sus padres biológicos, ya que él mismo fue adoptado.  Aunque el núcleo de la trama fue ideado por Breimer y Glueckman, Boone, un escritor de Vancouver, ayudó a escribir varias secuencias, incluida la muerte inicial de los padres de Billy en un accidente automovilístico.

### Rodaje
La fotografía principal tuvo lugar en Los Ángeles, California. Aunque William Asher está acreditado únicamente como director, la secuencia inicial de la película fue filmada por Michael Miller, quien anteriormente había dirigido La cárcel del condado de Jackson (1976) para Roger Corman. Jan de Bont sirvió como director de fotografía de Miller para la escena. Al encontrar que el ritmo de producción de Miller era demasiado lento, los inversores de la película despidieron a Miller y lo reemplazaron con Asher. Asher había tenido anteriormente una larga carrera como director de televisión, incluidos numerosos episodios de I Love Lucy y Bewitched. La casa de la película estaba ubicada en una propiedad histórica en Elysian Park, que albergaba una finca más grande, así como varias otras cabañas.

## Distribuición
La película fue reestrenada en enero de 1983 con el título Night Warning, proyectándose por primera vez en las ciudades californianas de San Francisco y Santa Cruz, así como en Indianápolis, Indiana (EE. UU).